# Reserva de desenvolvimento sustentável
Reserva de Desenvolvimento Sustentável (RDS) é uma das categorias de unidades de conservação (UC) da natureza definidas no Sistema Nacional de Unidades de Conservação da Natureza (SNUC) do Brasil. As RDS pertencem ao grupo de UC de uso sustentável, e equivalem às áreas de manejo protegidas da categoria VI (Área Protegida de Manejo de Recursos) da União Internacional para a Conservação da Natureza e dos Recursos Naturais (IUCN). Em janeiro de 2012 havia 27 RDS registradas no Cadastro Nacional de Unidades de Conservação (CNUC).
As RDS são territórios naturais habitados por populações tradicionais, cuja subsistência baseia-se em sistemas sustentáveis de exploração dos recursos naturais, desenvolvidos ao longo das gerações e adaptados às condições locais. Essas populações desempenham um papel fundamental na proteção da natureza, bem como na manutenção da diversidade biológica. O uso destas reservas, assim como é o caso com reservas extrativistas, é regido por contrato de concessão de direito real de uso, uma vez que os territórios das RDS são de domínio público.

## Legislação
As Reservas de Desenvolvimento Sustentável (RDS) são estabelecidas pela Lei 9.985/2000, integrando o Sistema Nacional de Unidades de Conservação da Natureza (SNUC). Elas são áreas naturais que buscam unir o objetivo de preservação ambiental com a manutenção de modos de vida tradicionais e sustentáveis das populações locais. Nas RDS, as comunidades tradicionais possuem o direito de explorar os recursos naturais de forma sustentável, enquanto se preserva o conhecimento e as técnicas ancestrais de manejo ambiental. Em casos necessários, áreas privadas podem ser desapropriadas para garantir a integridade da reserva.
Além disso, as RDS promovem a visitação controlada e a pesquisa científica, contribuindo para o entendimento e a conservação da biodiversidade. A gestão dessas áreas é realizada por um Conselho Deliberativo, composto por representantes do governo, da sociedade civil e das próprias comunidades locais, garantindo uma abordagem participativa e integrada à conservação e uso sustentável dos recursos naturais.
De acordo a legislação, o objetivo básico da RDS é:
Preservar a natureza e ao mesmo tempo, assegurar as condições e os meios necessários para a reprodução e a melhoria dos modos e da qualidade de vida e exploração dos recursos naturais das populações tradicionais, bem como valorizar, conservar e aperfeiçoar o conhecimento e as técnicas de manejo do ambiente, desenvolvido por estas populações (BRASIL, 2000).

## Histórico

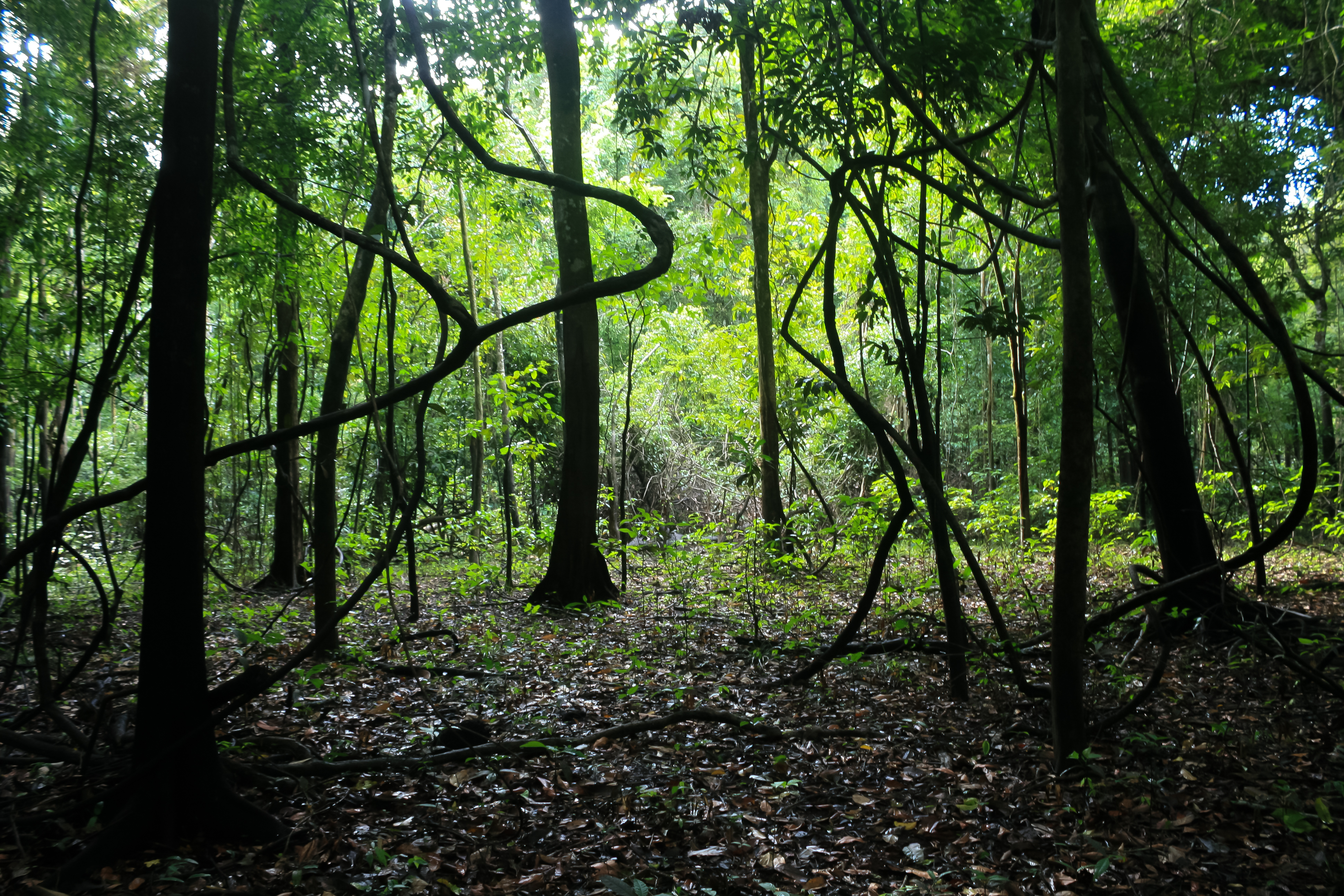
Reserva de Desenvolvimento Sustentável Mamirauá

A RDS foi criada inicialmente no estado do Amazonas, na região de Mamirauá, sendo proposta pela Sociedade Civil Mamirauá ao governo do estado do Amazonas em 1995 (Ribeiro, 1994), e posteriormente incluída no Sistema Nacional de Unidades de Conservação (SNUC) no ano 2000, sendo a  Reserva de Desenvolvimento Sustentável Mamirauá a primeira unidade de conservação RDS implementada no Brasil. 
Seu principal objetivo é promover a conservação da biodiversidade com o sustentável de seus recursos naturais, juntamente com a valoração e segurança de comunidades tradicionais residentes dessas reservas, garantindo condições e qualidade de vida para essas populações, ademais conservar e aperfeiçoar o conhecimento e técnicas de manejo dessas comunidades (Brasil, 2000).

## Importância Ambiental
De modo geral, a criação de unidades de conservação de uso sustentável mostra-se uma maneira efetiva no papel de desenvolvimento sustentável e conservação da biodiversidade, principalmente em biomas onde há uma alta taxa de desmatamento e exploração de recursos, assim como conflitos socioculturais envolvendo a população nativa (Kitamura, 2001). Algumas pesquisas indicam que, em áreas de reserva de desenvolvimento sustentável, há um grande incentivo a medidas de uso de recursos que não exploram de maneira indevida, como a pesca artesanal, uma maior fiscalização da fauna local e a proibição de viveiros (Mattos, 2011). 

## Importância Científica e Social
A RDS nasce com o princípio de juntar o manejo de recursos naturais com a participação popular na gestão da área, garantindo sua conservação por um período longo de tempo (Lima-Ayres, 1993), além de mesclar o conhecimento das comunidades tradicionais viventes na localidade com o conhecimento científico, estabelecendo um manejo comunitário participativo aliado ao auxílio da pesquisa científica e criando subsídios consistentes capazes de avaliar as estratégias de zoneamento e de uso dos componentes da biodiversidade, originando estratégias e propondo alternativas de manejo viáveis (Ayres et al., 1997), possibilitando uma maior chance de resultados positivos para conservação da biodiversidade.
O envolvimento da comunidade local é essencial para o desenvolvimento das atividades promovidas dentro da RDS, agregando o conhecimento tradicional e na determinação da priori, na qual estabelece a prioridade da comunidade sobre os recursos naturais e em sua participação sobre os benefícios gerados pela diversidade, detendo poder sobre as decisões e gestão desses recursos por meio de programas de capacitação e fortalecimento das lideranças locais (Queiroz & Peralta, 2006).
Estabelecimento da RDS contribui com diversos benefícios para a comunidade local, desenvolvimento de atividades tradicionais da comunidade, como a pesca artesanal feita pelas “mulheres marisqueiras” na Reserva de Desenvolvimento Sustentável Estadual Ponta do Tubarão (RDSPT) e restrição de influências externas negativas ao ambiente (Dias et al., 2007), além da diminuição da produção de lixo, proibição de construções dentro da reserva e trazer uma maior visibilidade para a região (Mattos et al., 2011).

## Importância Turística
As RDS vêm sendo alvo de uma experimentação pela indústria do turismo no que foi intitulado de “turismo de base comunitária”, no qual as populações tradicionais possuem autonomia e protagonismo em mostrar aqueles que não fazem parte de sua cultura elementos de suas raízes tradicionais (Ferreira, 2004). Assim, as comunidades tradicionais que possuem moradia dentro dessas áreas de desenvolvimento sustentável conseguem, por meio desta iniciativa, perpetuar seus costumes e tradições, adquirir bens monetários e aumentar sua qualidade de vida (Ferreira, 2014).

Em alguns casos específicos, como o da Reserva de Mamirauá, algumas ideias econômicas alternativas foram implementadas, sendo o ecoturismo uma das mais importantes. Esse projeto não foi desenvolvido para substituir as atividades econômicas tradicionais das comunidades ribeirinhas que vivem na área, mas como sendo uma fonte de renda extra (Peralta, 2002). Além disso, o ecoturismo também é uma atividade que promove uma conscientização ambiental na sociedade, diminuindo os impactos ambientais e sociais. (EMPRESA BRASILEIRA DE TURISMO, 1994). De maneira análoga, a RDS do Tupé possui um centro comunitário que tem como objetivo apresentar o conhecimento religioso das comunidades indígenas por meio de outras manifestações culturais, como a dança. O centro cultural recebe cerca de 5.000 turistas por ano e possui parceria com empresas internacionais, como a Amazon Jungle Palace Hotel, WL Sistema Amazonense de Turismo e Fontur - Fonte de Amor e Turismo (Fortunato, 2011).